# Gobernador general de Corea
El Gobernador General de Corea (朝鮮総督府 Chōsen Sōtokufu?,  coreano: 조선총독부, hanja: 朝鮮總督府) fue el administrador jefe del gobierno japonés en Corea, cuando existía la colonia japonesa de Corea desde 1910 hasta 1945. Las funciones y la autoridad del puesto fueron similares al anterior gobernador general de Corea dentro del gobierno imperial chino. La sede del gobierno colonial japonés fue el Edificio de la Gobernación General japonesa en Seúl, completado en 1926.

## Historia
Luego de la anexión de Corea por el Imperio de Japón el 22 de agosto de 1910, el puesto de residente general fue reemplazado por el de Gobernador General. Sin embargo, la posición era única sobre las colonias japonesas, ya que el gobernador General acarreaba poderes plenipotenciarios. Adicional a sus tareas administrativas, el gobernador General tenía el comando de las unidades del Ejército Imperial Japonés y de la Marina Imperial Japonesa estacionadas en Corea, y la posición también vinculaba la vigilancia judicial y algunos poderes legislativos. Con estos poderes y niveles de responsabilidad, solo los generales de rango alto en el Ejército Japonés eran elegidos para el puesto.
Según el pensamiento legal coreano, la soberanía de iure no fue transferida al emperador de Japón que forzó al fin de la dinastía Joseon, por lo tanto el Gobierno Provisional de la República de Corea se convirtió en el gobierno de iure de Corea desde 1919 hasta 1948, y los gobernantes extranjeros solo ejercían un poder de facto en ese período.
Tras la rendición de Japón en la Segunda Guerra Mundial, Corea quedó bajo el control de Estados Unidos y de la Unión Soviética. En 1948, el poder pasó a manos de la República de Corea y de la República Democrática Popular de Corea en el norte del país.

## Residentes Generales
Desde 1905 hasta 1910 Corea fue un protectorado de Japón y estuvo representado por un Residente General.
1. Príncipe Itō Hirobumi (1905 – 1909)
2. Barón Sone Arasuke (1909)
3. Conde Terauchi Masatake (1909 – 1910)

## Gobernadores Generales
Luego de la anexión de Corea a Japón en 1910, el puesto de Residente General fue reemplazado por el de Gobernador General.
1. Mariscal de campo Conde Terauchi Masatake (1910 – 1916)
2. Mariscal de campo conde Hasegawa Yoshimichi (1916 – 1919)
3. Almirante vizconde Makoto Saitō (1919 – 1927)
4. General Kazushige Ugaki (1927)
5. General Yamanashi Hanzō (1927 – 1929)
6. Almirante vizconde Makoto Saitō (1929 – 1931, segundo período)
7. General Kazushige Ugaki (1931 – 1936, segundo período)
8. General Minami Jirō (1936 – 1942)
9. General (retirado) Kuniaki Koiso (1942 – 1944)
10. General (retirado) Nobuyuki Abe (1944 – 1945)

## Galería

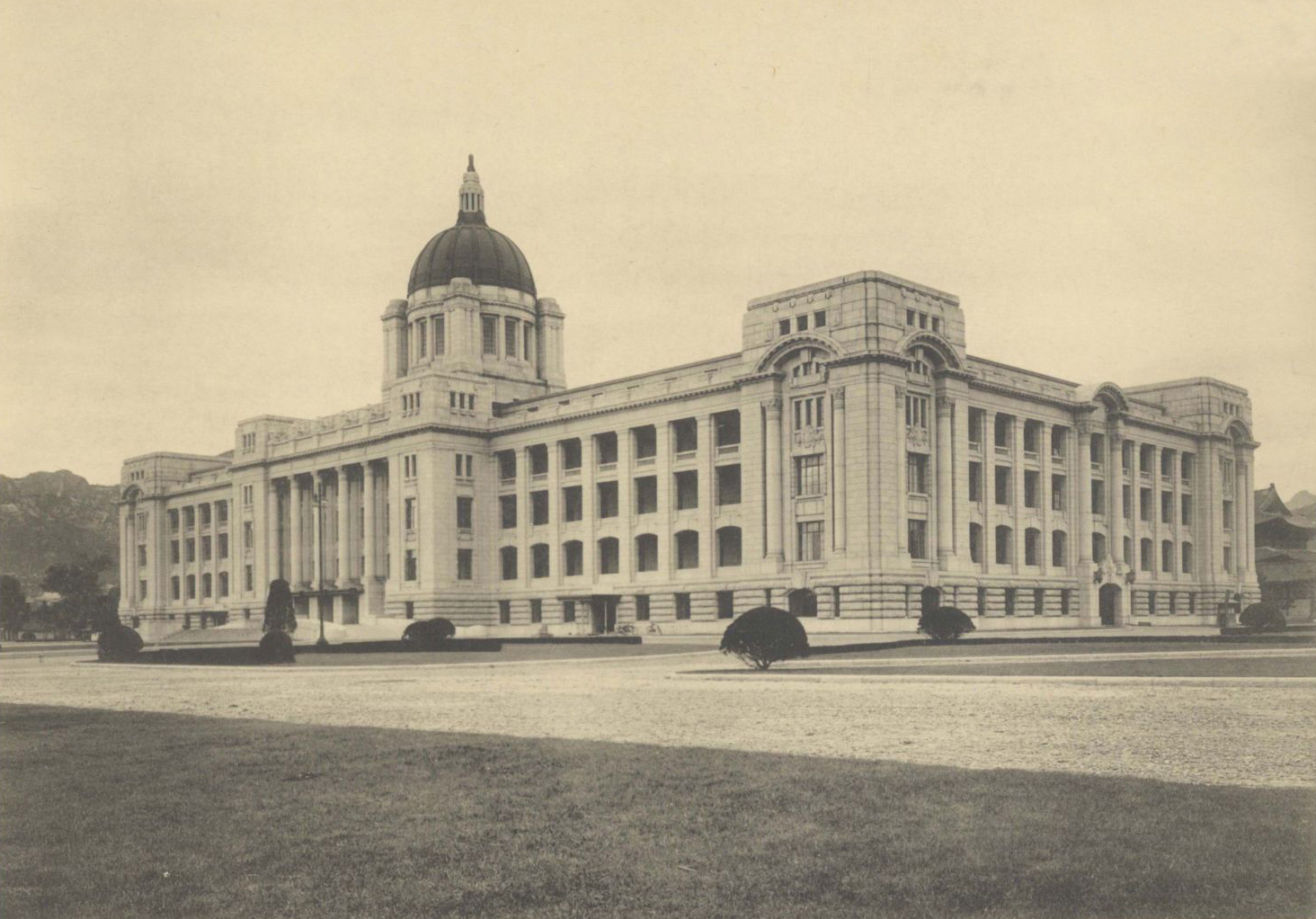
Edificio de la Gobernación General japonesa en Seúl
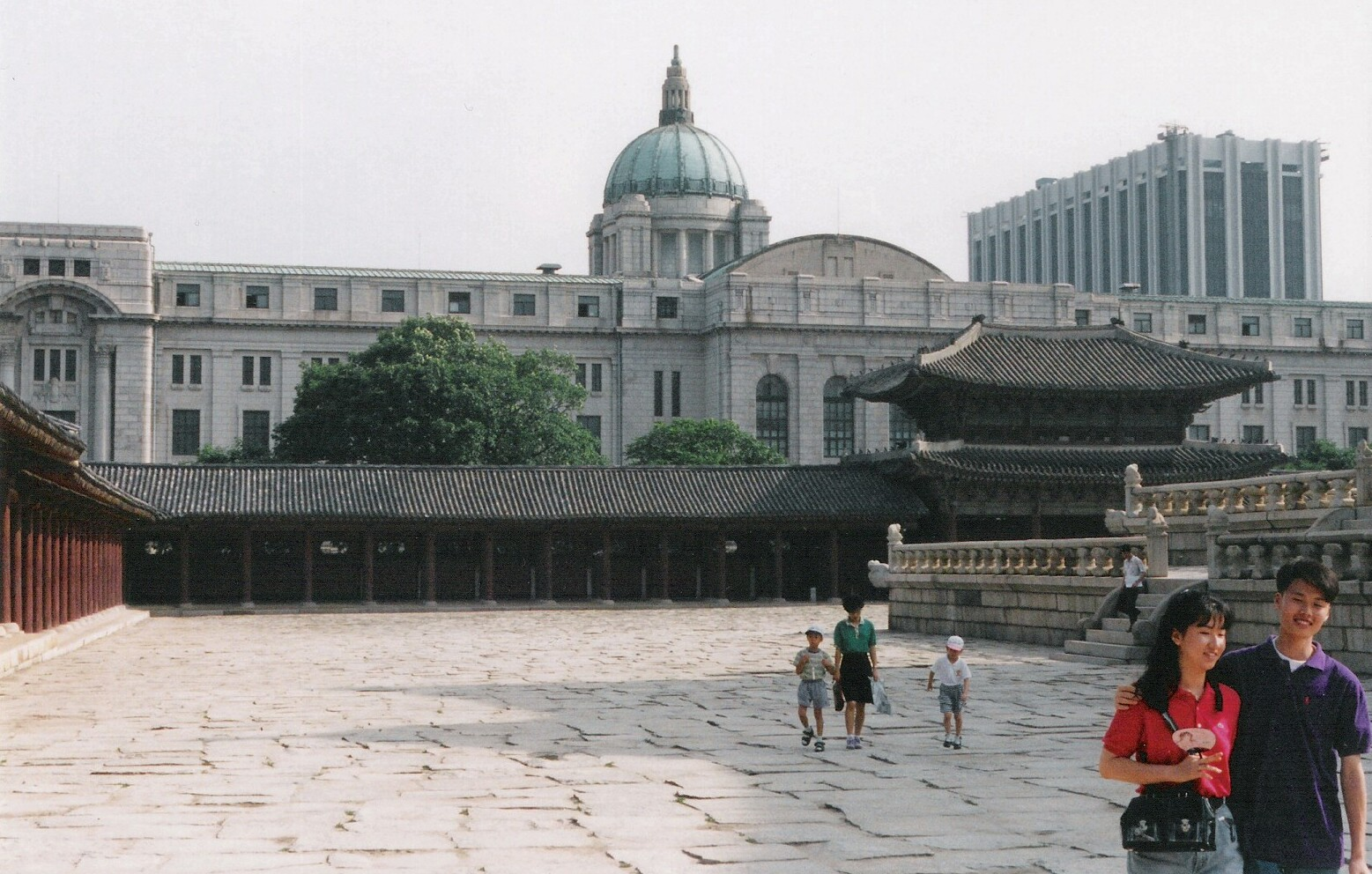
Vista trasera de detrás de la puerta interior del palacio en 1995, antes de su demolición